# Januszowice (Wojanów)
Januszowice (Jasiowa Dolina niem. Johannisthal) – przysiółek wsi Wojanów położony w województwie dolnośląskim, w powiecie karkonoskim, w gminie Mysłakowice.
Januszowice (Jasiowa Dolina), przysiółek wsi Wojanów, jest to niewielka liczba zabudowań mieszkaniowych oraz kilka hal.
Przysiółek położony jest około 2 km od Wojanowa oraz Jeleniej Góry (Maciejowa).
Na mapach niemieckich z 1884 r. widnieje nazwa (Johannisthal).